# Margonin-Wieś (gromada)
Margonin-Wieś (od 1 I 1959 Margonin) – dawna gromada, czyli najmniejsza jednostka podziału terytorialnego Polskiej Rzeczypospolitej Ludowej w latach 1954–1972.
Gromady, z gromadzkimi radami narodowymi (GRN) jako organami władzy najniższego stopnia na wsi, funkcjonowały od reformy reorganizującej administrację wiejską przeprowadzonej jesienią 1954 do momentu ich zniesienia z dniem 1 stycznia 1973, tym samym wypierając organizację gminną w latach 1954–1972.
Gromadę Margonin-Wieś z siedzibą GRN w Margoninie-Wsi (w obecnym brzmieniu Margońska Wieś) utworzono – jako jedną z 8759 gromad na obszarze Polski – w powiecie chodzieskim w woj. poznańskim, na mocy uchwały nr 17/54 WRN w Poznaniu z dnia 5 października 1954. W skład jednostki weszły obszary dotychczasowych gromad Kowalewo, Lipiniec i Lipiny oraz miejscowości Margonin-Wieś, Młynary i Marcinek z dotychczasowej gromady Margonin-Wieś ze zniesionej gminy Margonin w tymże powiecie. Dla gromady ustalono 13 członków gromadzkiej rady narodowej.
Gromadę zniesiono 1 stycznia 1959 w związku z przeniesieniem siedziby GRN z Margonina-Wsi do Margonina i zmianą nazwy jednostki na gromada Margonin.